# Mont-Terrible
Mont-Terrible ("förskräckliga berget") var ett av Frankrikes departement under Napoleontiden, med Porrentruy som huvudort. Departementet skapades 1793, och upplöstes 1800. Namnet togs efter ett då brukligt namn på Mont Terri, en 804 meter hög bergstopp utanför Courgenay, som 1815 tillföll Schweiz.